# Elecciones estatales de Penang de 2008
Las elecciones estatales de Penang de 2008 tuvieron lugar el 8 de marzo del mencionado año con el objetivo de renovar los 40 escaños de la Asamblea Legislativa Estatal, que a su vez investiría a un Ministro Principal para el período 2008-2013, a no ser que se convocara a nuevas elecciones antes de finalizado el período. Se realizaron, al igual que todas las elecciones estatales menos las de Sarawak, al mismo tiempo que las elecciones federales para el Dewan Rakyat a nivel nacional en Malasia.
En el marco del resonante fortalecimiento opositor representado por la coalición Pakatan Rakyat (Pacto Popular), Penang fue una de las cinco victorias estatales opositoras que caracterizaron la jornada, además de la pérdida de la mayoría de dos tercios en el Parlamento Federal para el oficialista Barisan Nasional (Frente Nacional). El Pakatan Rakyat obtuvo el 58.90% del voto popular y más del 70% de los escaños, con 29 de las 40 bancas bajo su control, y el Barisan Nasional retuvo las 11 restantes con un 40.96% de los sufragios. El Partido del Movimiento Popular Malasio (Gerakan), que gobernaba el estado ininterrumpidamente desde 1969, sufrió una debacle total que le conllevó no solo perder el gobierno, sino prácticamente toda su relevancia política al no obtener ningún escaño, sucediendo lo mismo con la Asociación China de Malasia (MCA), y el Congreso Indio de Malasia (MIC). La Organización Nacional de los Malayos Unidos (UMNO), fue el único de los partidos del oficialismo saliente que conservó la representación parlamentaria.
La caída de Penang en manos de la coalición opositora fue un duro golpe para el gobierno, sobre todo por ser el estado donde nació el primer ministro incumbente, Abdullah Ahmad Badawi, constituyendo la primera vez que el oficialismo federal perdía el control del estado natal del jefe de gobierno. Con este resultado, Lim Guan Eng, Secretario General del Partido de Acción Democrática (DAP) a nivel nacional, se convirtió en el primer ministro Principal de Penang ajeno al Partido Gerakan en casi cuatro décadas, asumiendo su cargo el 11 de marzo de 2008.

## Antecedentes
Los comicios serían los duodécimos de Penang desde la independencia de Malasia en 1957, y los decimoterceros en general. El gobernante Barisan Nasional intentaría asegurarse un noveno triunfo consecutivo desde su llegada al poder en 1974, que sería además el décimo triunfo del Partido del Movimiento Popular Malasio (Gerakan), que había tomado el control del estado en 1969, cuando aún formaba parte de la oposición federal. Al momento de realizarse los comicios, el Barisan Nasional controlaba 38 de los 40 escaños contra 2 de la oposición, el Pakatan Rakyat.
De conformidad con la Constitución Estatal, la Asamblea Legislativa Estatal tiene un mandato de un máximo de cinco años, pasados los cuales se disuelve automáticamente, aunque lo usual es que el Gobernador, por consejo del Ministro Principal, la disuelva antes de tiempo y llame a elecciones. Por convención, y tal como sucedió en todos los comicios desde la independencia, la Asamblea Legislativa se disuelve al mismo tiempo que el Parlamento de Malasia, garantizando que Penang celebre sus elecciones al mismo tiempo que el resto del país.
Una elección estatal debe realizarse dentro de los sesenta días posteriores a la disolución. En consecuencia, la Comisión Electoral de Malasia estableció el 24 de febrero como el día de nominación y el 8 de marzo como el día de la votación, lo que dio un período de campaña de trece días.

## Cuestiones preelectorales

### Abandono del gobierno federal
En los años anteriores, surgieron preocupaciones sobre el declive y el abandono percibido de Penang. Entre los factores se encuentran el deterioro de la limpieza en George Town, la planificación urbana incoherente, la mala gestión del tráfico, la desaceleración económica del estado y la persistente fuga de cerebros.
A principios de la década de 2000, el crecimiento económico de Penang comenzó a perder fuerza, y el estado registró la tasa más baja de crecimiento mensual de los ingresos domésticos entre los estados de Malasia. También en 2001, la Ley de control de Alquileres, que hasta entonces había protegido a los residentes de bajos ingresos dentro del centro de la ciudad de George Town contra el desalojo impidiendo cualquier aumento arbitrario en los alquileres, fue derogada. En consecuencia, el centro de la ciudad se ahuecó, debido a que los residentes y las pequeñas empresas no pudieron hacer frente a los alquileres. Esto llevó a la ruina de los edificios patrimoniales dentro del centro de la ciudad, mientras que los desarrolladores privados comenzaron a demoler los edificios de antes de la guerra en nombre de la reurbanización. Además, las décadas de fuga de cerebros cobraron su precio, ya que Penang sufrió una escasez de profesionales, que generalmente prefirieron mudarse al área metropolitana de Kuala Lumpur para obtener mejores oportunidades comerciales y laborales. La mala planificación urbana y de gestión del tránsito causaron un empeoramiento de la congestión del tráfico, mientras que las calles llenas de basura de George Town llevaron a Penang a ser calificado como un "estado basura" por los políticos del Barisan Nasional (BN).
Organizaciones no gubernamentales y civiles comenzaron a realizar campañas para exigir al gobierno cambios con respecto a Penang, solicitando el retorno del estado a su antiguo esplendor.

### Conflicto interno del Barisan Nasional
Antes de las elecciones, Koh Tsu Koon había manifestado su intención de no presentarse a un quinto mandato como Ministro Principal de Penang, a fin de presentarse para un puesto en el gabinete nacional, para lo cual debía ser elegido primero miembro del Dewan Rakyat. Durante las elecciones, Koh se presentó para diputado en la circunscripción parlamentaria de Batu Kawan. Posteriormente, una serie de riñas internas estallaron dentro del Barisan Nasional sobre la siguiente persona para dirigir el estado. Mientras que Koh eligió a Teng Hock Nam para sucederlo como Ministro Principal, el entonces primer ministro malasio, Abdullah Ahmad Badawi, que era además nativo de Penang, prefirió a Teng Chang Yeow para suceder a Koh. Otros dirigentes de BN que también lucharon por el puesto de Ministro Principal fueron Chia Kwang Chye y Lee Kah Choon.
Las luchas internas internas, exacerbadas por la indecisión de Koh, afectaron adversamente la campaña de BN en Penang, ya que la coalición no pudo declarar públicamente a su candidato a Ministro Principal. Además, la concepción de que Koh estaba despreciando el puesto de Ministro Principal para seguir aspiraciones políticas en el gobierno federal dañaron su imagen pública. Penangites percibió que el partido de Koh, Gerakan, estaba más interesado en promover sus ambiciones políticas a nivel nacional en lugar de atender las necesidades de sus electores.

### Corrupción y mala administración
Las denuncias de prácticas corruptas por parte de la administración del Barisan Nasional también abundaban antes de las elecciones. A principios de 2008, un portal de noticias en línea alegaba que el ministro Principal Koh había gastado diez mil millones de ringgit para persuadir a Motorola de quedarse en Penang. Si bien Koh inicialmente se negó a hacer comentarios, finalmente confesó que era cierto.
La administración del BN también fue condenada por organizaciones no gubernamentales con sede en Penang por apisonar el proyecto Penang Global City Center, que fue idea de Partick Lim, un magnate que mantuvo estrechos vínculos con el entonces jefe del gobierno federal, Abdullah. A pesar de la oposición de las ONG, la administración de BN procedió con el proyecto al eludir el Consejo Municipal de la isla de Penang (ahora el Consejo de la ciudad de Penang Island ), eliminando así la necesidad de la aprobación del gobierno local. Esto fortaleció la idea de que Koh era más leal a la Organización Nacional de los Malayos Unidos (UMNO), líder del BN, que al Gerakan.
La supuesta mala administración se extendió a los dos gobiernos locales de Penang, bajo jurisdicción del régimen estatal. Ambos gobiernos locales acumularon grandes déficits anuales en los años anteriores, pero más aún para el Consejo Municipal de Seberang Perai, que vio su espléndida sede cerca de Bukit Mertajam completada en 2006. A pesar de esto, el Consejo Municipal de Seberang Perai fue dirigido por concejales nombrados por la UMNO, lo que le dio un mejor acceso al gobierno federal malasio, dominado por la UMNO, mientras que el Consejo Municipal de la Isla de Penang, encabezado por concejales designados por Gerakan, no gozó de dicho beneficio.

## Campaña

### Redes sociales
Acosado por fuertes crisis, el Barisan Nasional utilizó como lema de campaña "Sigamos reinventando". El BN contaba con la ventaja de tener bajo su control los medios estatales y el apoyo del gobierno federal. Por el contrario, la coalición opositora, el Pakatan Rakyat, carecía de los recursos del oficialismo, y su lema fue "Simplemente cambiemos", anunciando una campaña más agresiva para lograr la caída del gobierno del BN en Penang.
Debido al control de Barisan Nasional de los medios convencionales tradicionales, incluidos los periódicos, la televisión y la radio, el Pakatan Rakyat recurrió a otros métodos para llegar a los votantes. La elección fue notable por ser la primera elección influenciada por los medios alternativos, como sitios web, blogs y portales de noticias. nternet jugó un papel vital en la campaña del PR, al permitir que los críticos de la administración del BN expresaran sus puntos de vista sobre cuestiones que los medios de comunicación habían ignorado deliberadamente. El DAP buscó aprovechar su creciente presencia en línea al nominar a Jeff Ooi, un bloguero, como su candidato para la circunscripción parlamentaria de Jelutong.
Debido al uso cada vez mayor de teléfonos móviles, el servicio de mensajes cortos (SMS) también se usó para difundir información sobre mítines de relaciones públicas durante el período de campaña. Además, los votantes podrían registrar sus números de teléfono en las oficinas de DAP para recibir información de campaña a través de SMS.

### Concentraciones
Ambas coaliciones políticas celebraron mítines, conocidos en malayo como ceramah, en todo el estado durante el período de campaña justo antes del día de la votación. Las concentraciones del Pakatan Rakyat, en particular, atrajeron concurrencia masiva y generaron una cantidad considerable de donaciones. Por el contrario, los mítines de Barisan Nasional atrajeron a muy pocos asistentes, tanto que algunos fueron cancelados debido a la falta de público.
El 1 de marzo de 2008, se realizó un masivo acto del Pakatan Rakyat en el Han Chiang College de George Town. Entre los oradores clave en el mitin estuvieron Lim Guan Eng, Karpal Singh, Jeff Ooi y el líder de la coalición a nivel federal, Anwar Ibrahim. Una multitud de 10,000 personas asistió a la manifestación, que también rompió el récord de la mayor cantidad de donaciones recaudadas en ese momento; RM38,000 fueron recolectados durante el mitin. La manifestación en Han Chiang College fue superada solo unos pocos días después, cuando el 6 de marzo, más de 60,000 personas se agolparon en el mismo lugar para otra concentración del PR, durante la cual se recaudaron más de RM133.000.

## Resultados
La votación del 8 de marzo de 2008 se cerró a las 5.00 p. M., hora de Malasia, y fue seguida inmediatamente por el recuento de votos. Los resultados preliminares, transmitidos en línea por Malaysiakini, indicaron que el Pakatan Rakyat encabezaba el conteo. Los resultados extraoficiales continuaron llegando a lo largo de la noche mientras escaño tras escaño, comenzando con Pulau Tikus, caía en manos del PR. Para las 9:00 p. m., la Comisión Electoral de Malasia confirmó que el Partido de Acción Democrática había ganado todos los escaños que disputó, garantizando una mayoría simple de 19 bancas. El Ministro Principal saliente Koh Tsu Koon comunicó al Gobernador Abdul Rahman Abbas de los resultados y ambos telefonearon a Chow Kon Yeow, presidente estatal del DAP, para felicitarlo. A las 11.45 p. m., Koh admitió públicamente la derrota en una conferencia de prensa televisada.
A las 12.30 horas del 9 de marzo, los principales líderes del PR, encabezados por Lim Guan Eng, tuvieron una conferencia de prensa en el hotel Red Rock en George Town. Lim agradeció a los penanguitas por "permitir que los partidos de oposición formen el gobierno del estado de Penang" y anunció que el DAP formaría el nuevo gobierno estatal en cooperación con el Partido de la Justicia Popular (PKR) y el Partido Islámico de Malasia (PAS). Sus palabras fueron: "El DAP desea declarar que formaremos el próximo gobierno del estado de Penang en cooperación y coalición con PKR, un gobierno para todos los malasios, que abarque a malayos, chinos, indios y otras razas... También esperamos que el wakil rakyat (asambleísta estatal) del PAS pueda ayudar a este nuevo gobierno".
Por la noche, se solicitó a los diputados estatales electos del PR permanecer en sus casas por temor a represalias de parte de extremistas del oficialismo federal, con sus teléfonos móviles apagados y bajo estrictas medidas de seguridad. A los partidarios del PR se les sugirió no celebrar en las calles por temor a que el gobierno pudiera incitar a la violencia y apoyarse en eso para realizar una intervención federal en Penang. Por estos motidos, Lim Kit Siang, padre de Lim Guan Eng y uno de los líderes del DAP, que se encontraba en Ipoh al momento de los comicios, envió inmediatamente a varios guardaespaldas a Penang a proteger al Ministro Principal electo.
Los comicios marcaron la primera derrota electoral del Partido del Movimiento Popular Malasio, que junto con la Asociación China de Malasia y el Congreso Indio de Malasia perdieron toda su representación legislativa, quedando la UMNO como único representante del Barisan Nasional, formando la oposición con 11 escaños. También marcaron el segundo cambio de gobierno por medios electorales en Penang, siendo el primero en 1969. Con 29 escaños, el PR había logrado controlar más de dos tercios de la legislatura estatal.
|  | 32.25 % |

|  | 47.50 % |

|  | 20.42 % |

|  | 22.50 % |

|  | 6.23 % |

|  | 2.50 % |

|  | 58.90 % |

|  | 72.50 % |

|  | 17.30 % |

|  | 27.50 % |

|  | 13.13 % |

|  | 0.00 % |

|  | 9.23 % |

|  | 0.00 % |

|  | 1.30 % |

|  | 0.00 % |

|  | 40.96 % |

|  | 27.50 % |

|  | 0.14 % |

|  | 0.00 % |

|  | 98.39 % |

|  | 1.61 % |

|  | 100.00 % |

|  | 78.22 % |

## Consecuencias
Como Ministro Principal electo, Lim Guan Eng, se reunió con el ministro Principal saliente, Koh, en la sede de gobierno en George Town el 9 de marzo de 2008 para iniciar el proceso de transición, acordando que este sería pacífico y dentro de las normas constitucionales. Lim fue juramentado como el ministro Principal en presencia del Gobernador de Penang, Abdul Rahman Abbas, en la residencia oficial de este último, The Residency, en George Town a las 10:05 a. m. del 11 de marzo.
La primera tarea de Lim fue anular todas las citaciones y multas de estacionamiento emitidas tanto por el Concejo Municipal de la Isla de Penang como por el Consejo Municipal de Seberang Perai antes de marzo de 2008. También comenzó a instituir la política CAT (Competencia, Responsabilidad y Transparencia) en el gobierno del estado de Penang. En una movida sin precedentes, el propio Lim se encargó de responder a las preguntas que se le hicieron en línea y continuó informando al público mediante conferencias de prensa. La política de CAT implica la adopción del sistema de licitación abierta para contratos y proyectos del gobierno estatal, para evitar la corrupción y promover la transparencia. Los costos generosos hechos por el gobierno estatal anterior también se redujeron.
Además, una de las principales iniciativas del nuevo gobierno del estado de Penang liderado por las relaciones públicas fue abolir la polémica Nueva Política Económica, que había sido implementada en toda Malasia por el Barisan Nasional desde 1971. La decisión, que fue destinada a reorientar los esfuerzos del gobierno estatal para erradicar la pobreza independientemente del origen étnico, fue acordada por el Partido de la Justicia Popular (PKR), con el líder del partido, Anwar Ibrahim, comprometiéndose a "detener esta práctica de adjudicación de licitaciones, proyectos y privatizaciones empresas relacionadas y compinches solo en los estados donde estamos a cargo". Los extremistas del BN, en particular los de la Organización Nacional de los Malayos Unidos (UMNO), realizaron una protesta fuera de Komtar el 14 de marzo.
Tras el drástico cambio en el panorama político de Malasia, Lee Kuan Yew, el ex primer ministro de Singapur, visitó Penang y se reunió con el primer ministro Lim el 13 de junio de 2009. Lee había sido líder del Partido de Acción Popular (PAP), que era el predecesor legal del DAP en Malasia, formado después de la separación de Singapur. Durante la visita, Lee comentó sobre la infraestructura mal mantenida de Penang en ese momento y opinó que un solo mandato era inadecuado para que el ministro Principal Lim implementara los cambios necesarios dentro de Penang.